# Lluís Roselló Olivé
Lluís Roselló Olivé   (Montblanc) és un empresari i polític català. Membre de Convergència i Unió, va exercir d'alcalde de Montblanc del 13 de setembre de 1993 al 17 de juny de 1995, per una moció de censura al batlle progressista Andreu Mayayo. També va fer de portaveu del seu partit.